# 高祐
高 祐（こう ゆう、生年不詳 - 499年）は、北魏の官僚・学者。字は子集。小名は次奴。本貫は渤海郡蓨県。

## 経歴
高讜の子として生まれた。はじめ中書学生となり、博士侍郎に転じた。邵郡の反乱者たちを帰順させた功績により、建康子の爵位を受けた。孝文帝により秘書令に任じられた。後に国書の編纂事業をおこなうよう秘書丞の李彪らとともに上奏し、孝文帝に聞き入れられた。給事中・冀州大中正の任を加えられた。李彪が著作を取り仕切ると、高祐は著作令となった。
持節・輔国将軍・西兗州刺史として出向し、仮の東光侯となり、滑台に駐屯した。地方の教育機関として、県に講学を立て、党に小学を立てさせた。また一家につきひとつの臼を置かせ、5家の外にはひとつの井戸を共同で掘らせ、反乱には五人組で連座させるようにした。
宋王劉昶の傅に転じた。王傅のまま光禄大夫の位を受けた。497年（太和21年）、劉昶が死去すると、高祐は召還の命を受けて宗正卿となったが、彭城にとどまってなかなか洛陽に赴こうとしなかった。このため尚書僕射の李沖は高祐を命に逆らった罪で3年間の免官にするよう上奏した。孝文帝は高祐を宗正卿から解任して、光禄大夫の位のみとした。499年（太和23年）、高祐は死去した。諡は霊といった。
子の高和璧は、字を僧寿といい、中書博士となったが、早逝した。

## 逸話・人物
- 司空の高允（高湖の兄の高韜の子）の従祖弟にあたる。
- もとの名は禧といったが、咸陽王元禧と同名だったことから、孝文帝が祐の名を賜った。
- 書物や記録を広く渉猟して、文字雑説を好み、細かいことにはこだわらなかった。
- 文成帝の末年、兗州の東郡の官吏が変わった獣を捕らえて、平城の朝廷に献上したが、当時の人で知る者はなかった。文成帝が高祐に訊ねると、高祐は「これは三呉に出るもので、名を鯪鯉といい、ほかの地域で出た例はありません。いまわれらがこれを得たのは、呉楚の地から国に帰順する者がいるということではありますまいか」と答えた。またある人が零丘で玉印ひとつを得て献上し、文成帝が高祐に示すと、高祐は「印の上に籀書による2字があり、文面は『宋寿』とあります。寿とは、命です。われらがその命を得るとは、われらに帰順するという徴です」と述べた。465年（和平6年）、南朝宋の文帝の子の義陽王劉昶が来朝し、薛安都ら5州の刺史が降伏してきたが、当時の人は高祐の発言に験のあったものとみなした。
- 日照りにより不作となったため、孝文帝が高祐に訊ねると、高祐は「むかし堯王や湯王の運気は、災難の歳であっても去らなかったといいます。陛下の道は前聖と同じであり、小さな日照りがどうということがありましょうか。ただ賢い補佐役を得て政治をおこない、民の欲するものを与えれば、災難など消え去ってしまいましょう」と答えた。また孝文帝が反乱を防ぐ方法を訊ねると、高祐は「むかし後漢の宋均が徳を立てると、害獣もその郷を通らず、卓茂が善い教化をおこなうと、蝗もその境に入らなかったといいます。ましてや反乱は人間が起こすものですから、地方に訓育・教化をおこない、忠良な太守を任用すれば、反乱を防止できましょう」と述べた。また「現在の人材選抜では、識見の優劣を問わずに年功の多少で決めているため、これは才能を生かす道とはいえません。薄っぺらな技芸や功労で任用するのをやめ、才能によって人材を推挙するべきです。勲功ある旧臣であっても才能のない者は、爵位や賞与を加えるだけにして、地方統治の任を任せるべきではありません。いわゆる王者は私人を財とすべきで、私人を官にすべきでないというものです」と上疏した。孝文帝はこれらの進言をみな良しとした。

## 伝記資料
- 『魏書』巻57 列伝第45
- 『北史』巻31 列伝第19